# Евансвілл (Аляска)
Евансвілл (англ. Evansville) — переписна місцевість (CDP) в США, в окрузі Юкон-Коюкук штату Аляска. Населення — 12 осіб (2020).

## Географія
Евансвілл розташований за координатами 66°55′59″ пн. ш. 151°22′8″ зх. д. / 66.93306° пн. ш. 151.36889° зх. д. (66.932973, -151.368929).  За даними Бюро перепису населення США в 2010 році переписна місцевість мала площу 59,41 км², з яких 58,90 км² — суходіл та 0,50 км² — водойми.

## Демографія
Згідно з переписом 2010 року, у переписній місцевості мешкало 15 осіб у 12 домогосподарствах у складі 2 родин. Густота населення становила 0 осіб/км².  Було 25 помешкань (0/км²).
Расовий склад населення:
| - 53,3 % — корінних американців - 46,7 % — білих |

До двох чи більше рас належало 0,0 %. Частка іспаномовних становила 0,0 % від усіх жителів.
За віковим діапазоном населення розподілялося таким чином: 6,7 % — особи молодші 18 років, 80,0 % — особи у віці 18—64 років, 13,3 % — особи у віці 65 років та старші. Медіана віку мешканця становила 51,3 року. На 100 осіб жіночої статі у переписній місцевості припадало 150,0 чоловіків;  на 100 жінок у віці від 18 років та старших — 180,0 чоловіків також старших 18 років.
Цивільне працевлаштоване населення становило 7 осіб. Основні галузі зайнятості: публічна адміністрація — 71,4 %, мистецтво, розваги та відпочинок — 28,6 %.